# 三鷹市立東台小学校
三鷹市立東台小学校（みたかしりつ ひがしだいしょうがっこう）は、東京都三鷹市中原2丁目にある公立小学校。

## 概要
三鷹市南東部を占める中原地区にある小学校で、同地区の広範囲を学区としている。1973年、市内14番目の小学校として開校し、2023年には開校50周年を迎えた。
三鷹市立中原小学校・三鷹市立第五中学校とともに、「鷹南学園（たかみなみがくえん）」を構成している。

## 沿革
- 1973年（昭和48年）
  - 4月1日 - 三鷹市立東台小学校として開校。児童667人、17学級編成、教職員37人[3]。
  - 4月 - ひがしだい幼稚園を併設[5]。
  - 5月11日 - 開校式、校舎竣工披露式、祝賀会を開催[3]。
- 1974年（昭和49年）3月31日 - 校章と校旗を制定[3]。

## 施設概要
主な施設。校地面積は11,766.25平方メートルである。
- 校舎（5,379 m2[5]） - 2011年竣工の鉄筋コンクリート造3階建て[6]。横河建築設計事務所が設計した[7]。
- 体育館（716.28 m2） - 1973年竣工の鉄筋コンクリート造地下1階地上2階建て[6]。
- 校庭
- プール - 1973年竣工の鉄筋コンクリート造平屋建て（455.84 m2）の屋上にある[8]。

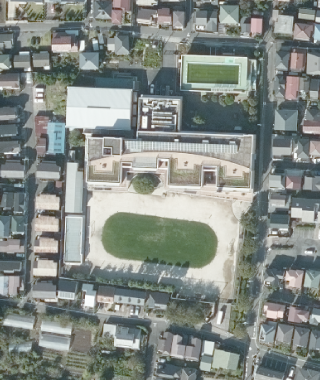
空中写真（2019年10月）

## 学区
- 中原1丁目（全域）
- 中原2丁目（2番 - 9番、14番 - 25番）
- 中原4丁目（1番 - 16番、17番（都営1号・2号棟・21号 - 41号）、18番 - 34番）

出典：

## アクセス
- 京王線つつじヶ丘駅から、みたかシティバス「新川・中原ルート」のバスで、「中原四丁目」バス停下車。
- 京王線仙川駅から、小田急バス「鷹54」系統 または 「吉02」系統のバスで、「コミュニティーセンター西」バス停下車。
- 吉祥寺駅から、小田急バス「吉02」系統のバスで、「コミュニティーセンター西」バス停下車。
- JR三鷹駅から、小田急バス「鷹54」系統のバスで、「コミュニティーセンター西」バス停下車。

## 周辺
- 三鷹市立東台保育園
- 中仙川児童遊園（アスレ）
- 中原幼稚園
- 中原公会堂
- 中原一丁目公会堂
- 中原四郵便局
- 中央自動車道

## 著名な出身者
- 東浩紀 - 哲学者